# Kinga Zbylut
Kinga Zbylut, née Mitoraj le 10 avril 1995 à Zakopane, est une biathlète polonaise.

## Carrière
Membre du club de Koscielisko, elle fait son entrée en équipe nationale en 2011, en participant aux Championnats du monde jeunesse. En 2013, elle gagne son premier titre sur le sprint du Festival olympique de la jeunesse européenne et aussi au niveau national sur la mass start.
Elle fait ses débuts en Coupe du monde en décembre 2014 à Hochfilzen. Quelques semaines plus tard, elle devient vice-championne du monde junior de l'individuel à Minsk, derrière Yuliya Zhuravok. Elle marque ses premiers points en Coupe du monde en décembre 2015 au sprint d'Östersund (39e). Un an plus tard, elle est 40e au même lieu, puis est sélectionnée pour ses premiers championnats du monde sénior à Hochfilzen, où elle est notamment septième du relais.
À l'été 2018, elle de marie et change de nom pour Zbylut.
Durant la saison 2018-2019, elle obtient une bonne série de résultats à Nové Město na Moravě, avec en prime un top dix au sprint (8e). 

## Palmarès

### Jeux olympiques
| Édition \ Épreuve | Individuel | Sprint | Poursuite | Mass start | Relais | Relais mixte |
| ----------------- | ---------- | ------ | --------- | ---------- | ------ | ------------ |
| Pékin 2022        | 55e        | 69e    | —         | —          | 14e    | —            |

Légende : 
- — : non disputée par Zbylut

### Championnats du monde
| Édition / Épreuve       | Individuel | Sprint | Poursuite | Mass start | Relais | Relais mixte | Relais mixte simple              |
| ----------------------- | ---------- | ------ | --------- | ---------- | ------ | ------------ | -------------------------------- |
| Hochfilzen 2017         | —          | 67e    | —         | —          | 7e     | 23e          | Épreuve inexistante à cette date |
| Östersund 2019          | 67e        | 66e    | —         | —          | 7e     | 9e           | 23e                              |
| Antholz-Anterselva 2020 | 73e        | 47e    | 34e       | —          | 7e     | 17e          | —                                |
| Pokljuka 2021           | DNF        | 69e    | —         | —          | 6e     | —            | —                                |

Légende :
- — : non disputée par Zbylut
- : pas d'épreuve

### Coupe du monde
- Meilleur classement général : 54e en 2019.
- Meilleur résultat individuel : 8e.

#### Classements par saison
| Saison    | Classement général final | Individuel | Sprint | Poursuite | Mass start |
| 2014-2015 | nc                       |            | nc     |           |            |
| 2015-2016 | 101e                     | nc         | 95e    | nc        |            |
| 2016-2017 | 101e                     |            | 88e    | nc        |            |
| 2017-2018 | nc                       |            | nc     | nc        |            |
| 2018-2019 | 54e                      | nc         | 54e    | 58e       | 37e        |
| 2019-2020 | 56e                      | nc         | 51e    | 46e       |            |
| 2020-2021 | 89e                      | nc         | 82e    | nc        |            |
| 2021-2022 | nc                       | nc         | nc     |           |            |

### Championnats du monde junior
- Médaille d'argent de l'individuel en 2015.

### Championnats du monde de biathlon d'été
- Médaille de bronze du relais mixte en 2018.

### Festival olympique de la jeunesse européenne
- Médaille d'or du sprint en 2013 à Rasnov.